# Ataenius parallelipennis
Ataenius parallelipennis är en skalbaggsart som beskrevs av Rudolph Petrovitz 1973. Ataenius parallelipennis ingår i släktet Ataenius och familjen Aphodiidae. Inga underarter finns listade.